# مرکز پزشکی ویسایاس شرقی
مرکز پزشکی ویسایاس شرقی (به لاتین: Eastern Visayas Regional Medical Center) یک بیمارستان در فیلیپین است که در Eastern Visayas واقع شده‌است.